# Paul Pastur
 (mars 2024).
Paul Pastur est un homme politique belge né à Marcinelle (Charleroi) le 7 février 1866 et mort à Charleroi le 8 juin 1938. Député permanent de la province de Hainaut, il est le fondateur de l'enseignement provincial du Hainaut.

## Biographie
Paul Octave Fulgence Pastur est né le 7 février 1866 à Marcinelle dans une famille bourgeoise. Il est le fils d'Octave Pastur, ingénieur régisseur des charbonnages de la société de Couillet, et de Catherine Frère.
Il fait ses études secondaires chez les Jésuites au Collège du Sacré-Cœur de Charleroi. Il s'inscrit ensuite en droit à l'Université de Liège dont il obtient le diplôme de docteur en droit en 1888. Cette même année, il fait un stage d'un an à Paris et poursuit avec son stage d'avocat au barreau de Bruxelles.
Les émeutes de 1886 et les plaidoiries du Procès du grand complot en 1889 qui en découlent le marquent profondément. L'impression est si forte qu'il décide de s'inscrire au barreau de Charleroi. Il fonde en 1892 avec Jules Destrée et Jean Caeluwaert la Fédération démocratique de Charleroi dont il est le secrétaire. C'est sa carrière politique au sein du Parti ouvrier belge qui le rendra célèbre.
Il est élu conseiller provincial en 1894 et devient le premier député permanent socialiste du Hainaut en juin 1900. Il le restera jusqu'à son décès. De 1896 à 1900, il est conseiller communal et échevin de l'instruction publique de Marcinelle.
Il est député durant cinq mois en 1900 à la suite du décès de Léopold Fagnart mais il refusera par la suite tout autre mandat électif national.
Il était attaché à sa commune, Marcinelle, mais plus que tout à la province du Hainaut. Ceci explique son inlassable activité dans les secteurs de l'enseignement, de la santé et de la protection sociale au niveau provincial.
En 1901, le conseil provincial du Hainaut adopte son projet d'école industrielle. Celle-ci ouvre ses portes en 1903. Son but est de « répandre, par des moyens intensifs, dans toutes les couches professionnelles, l'instruction scientifique et technique utile à l'avancement et au progrès des industries et des métiers ». De même, l'Université du Travail de Charleroi est inaugurée le 28 mai 1911.
Paul Pastur met tout en œuvre pour développer l'enseignement provincial du Hainaut, surtout dans le domaine technique et professionnel. Il est à l'origine de l'École des textile et de bonneterie de Tournai, de l'École d'agriculture et d'élevage à Ath, de l'Institut provincial des aveugles à Ghlin, et bien d'autres encore. Il est également président du conseil d'administration de la Faculté polytechnique de Mons.
Parallèlement, il crée en 1919 la Commission provinciale des loisirs de l'ouvrier, destinée à « rechercher et organiser les moyens d'assurer à l'ouvrier l'emploi sain, agréable et utile de son temps de loisir ».
En 1927, il introduit une fête des mamans, le dernier dimanche de mai. Cette nouvelle habitude est adoptée partout dans le pays, dix ans plus tard.
Ami et collègue de Jules Destrée il plaida comme lui en faveur de la Wallonie considérant que son autonomie pouvait se fonder sur les provinces et les communes, L'État central gardant les grandes compétences d'organisation. C'est à ce titre qu'il figure  dans l'Encyclopédie du Mouvement wallon
Membre de l’Assemblée wallonne lors de sa création en 1912 où il représente Charleroi, dès 1913, comme François André, il propose d’élargir la compétence administrative des conseils provinciaux ; cette décentralisation aurait, à ses yeux, le triple avantage d’améliorer l’administration, de la rendre moins coûteuse et de simplifier le problème linguistique.
Après la Première Guerre mondiale, il propose à l’Assemblée wallonne un projet de solution au problème belge, basé sur la défense de l’autonomie des communes et des provinces. L’État central devrait conserver des compétences d’organisation générale : politique extérieure, finances, grands travaux, armée, marine, législation électorale, civile, commerciale, pénale et ouvrière. Le pouvoir central renoncerait, par ailleurs, à sa souveraineté en matière linguistique et politique là où Flamands et Wallons sont sans cesse en discordance. La province serait compétente notamment en matière d’enseignement, de travaux publics, d’hygiène, de bienfaisance, etc.
Paul Pastur décède le 8 juin 1938. L'urne funéraire repose à côté de celle de Jules Destrée, décédé en janvier 1936 ; sur le caveau sont gravés ces mots : « Les familles Pastur et Destrée, unies dans la vie, réunies dans la mort».
Paul Pastur était franc-maçon, et un membre du Grand Orient de Belgique.
Sa devise était : « Qu’importe, tout droit ! »

## Hommages et distinctions
L'Université du Travail Paul Pastur à Charleroi porte son nom. Il y a des rues Paul Pastur à Fleurus, Quaregnon, Ath, Tournai et Farciennes, une place Paul Pastur à Anderlues et une avenue Paul Pastur à Mont-sur-Marchienne.
En 1921, un portrait de Paul Pastur a été réalisé par l'artiste-peintre Raphaël Bauduin.
Il a reçu les distinctions suivantes :
- Grand officier de l'ordre de la Couronne (en septembre 1937)[2] ;
- Officier du Mérite wallon (O.M.W.) en 2012.